# USS Dunlap (DD-384)
USS Dunlap (DD-384) («Данлап») — американский эсминец типа «Мэхэн». Назван в честь бригадного генерала Роберта Данлапа, чья вдова профинансировала строительство корабля.
Заложен на верфи United Shipbuilding and Dry Dock Corp. 10 апреля 1935 года, спущен на воду 18 апреля 1936 года, вступил в строй 12 июня 1937 года. 
Участвовал в бою в заливе Велья, в сражении в заливе Лейте. Много занимался конвоями и патрулированием. Имеет 6 звёзд за службу.
7 ноября 1945 года прибыл в Норфолк, 14 декабря выведен из состава флота. Продан на металлолом 31 декабря 1947 года.